# Goniurosaurus araneus
Espèce
Goniurosaurus araneus est une espèce de geckos de la famille des Eublepharidae.

## Répartition
Cette espèce est endémique de la province de Cao Bằng au Viêt Nam.

## Description
C'est un gecko insectivore, nocturne et terrestre. Il peut approcher les 190 mm, queue comprise.

## Étymologie
Le nom de cette espèce (araneus) vient du latin aranea qui signifie araignée en référence à ses pattes fines.

## Publication originale
- Grismer, Viets & Boyle, 1999 : Two new continental species of Goniurosaurus (Squamata: Eublepharidae) with a phylogeny and evolutionary classification of the genus. Journal of Herpetology, vol. 33, n. 3, p. 382-393.